# Marcellinus Molkenbuhr
Marcellinus Molkenbuhr OFM, auch Marzellin(us) und Molckenbuhr (* 1. September 1741 in Rheine als Bernd Anton Molkenbuhr; † 16. Juni 1825 in Paderborn) war Priester im Franziskanerorden, Theologe und Buchautor.

## Leben
Bernd Anton Molkenbuhr besuchte das Gymnasium Dionysianum der Franziskaner in Rheine und dann das Jesuitenkolleg Münster. 1758 trat er in Hamm in die Sächsische Franziskanerprovinz (Saxonia) ein und erhielt den Ordensnamen Marcellinus. Nach Studien an den franziskanischen Studienhäusern in Warendorf (Philosophie), Halberstadt (Theologie) und Bielefeld (Bibelexegese und Kirchenrecht) wurde er am 27. Oktober 1764 zum Priester geweiht und dozierte als Lektor in den Studienhäusern der Saxonia ab 1766 Philosophie (bis 1769 in Geseke, bis 1772 in Vreden, bis 1774–1786  in Rietberg) und von 1774 bis 1786 Theologie in Paderborn. Ab 1786 wurde er mit Leitungsämtern in seiner Ordensprovinz betraut. Zunächst war er Guardian des Konvents in Paderborn. Ab 1787 hatte er das Amt des Kustos inne. Das Provinzkapitel der Saxonia wählte ihn dann 1789 zum Provinzial, 1798 ein weiteres Mal und 1807 zum dritten Mal, jeweils für eine dreijährige Amtszeit. In den dazwischen liegenden Jahren war er Provinzsekretär und ab 1805 erneut Kustos. Der Sitz des Provinzialats war im Franziskanerkloster Münster. 1804 beauftragte ihn die Ordensleitung in Rom mit der Visitation seiner eigenen Provinz. Als Provinzial achtete er besonders auf eine gründliche und konsequente Ausbildung des Ordensnachwuchses der Provinz in den Studienkonventen und kontrollierte persönlich die Lehrpläne, die er gegen Einflüsse der Aufklärung und Philosophen wie Immanuel Kant abschirmte.
Als das Kloster in Münster 1812 infolge der Säkularisation aufgehoben wurde, zog sich Molkenbuhr zunächst in seine Heimat nach Rheine zurück, ging aber 1815 in den Konvent in Paderborn, der von den Klosterschließungen verschont geblieben war.

## Schriftstellerische Tätigkeit
Marcellinus Molkenbuhr trat als Kontroverstheologe hervor. Er verfasste 26 wissenschaftliche Dissertationen in lateinischer Sprache in den Bereichen Exegese, Patrologie und Kirchengeschichte, in denen er die Angriffe auf die Religion und die Orden bekämpfte; der franziskanische Gymnasiallehrer und Historiker Crescens Schupmann bezeichnete ihn als „Wächter Israels in Westphalen und weiter“. Er äußerte sich in seinen Schriften auch zu Positionen anderer katholischer und nichtkatholischer Autoren wie auch zu Ereignissen im Zusammenhang mit der Säkularisationsbewegung. 1796 verlieh ihm die Universität Heidelberg nach seinen ersten Dissertationen die Ehrendoktorwürde. 
Bis ins hohe Alter war Marcellinus Molkenbuhr als Autor tätig, auch wenn er zuletzt eine gewisse Starrheit zeigte, wenn er 1820 etwa gegen den früheren Franziskaner und seinerzeitigen Pfarrer in Düsseldorf-Bilk, Anton Joseph Binterim, die These vertrat, die Apostel hätten das Neue Testament in lateinischer Sprache verfasst. 77-jährig war er 1818 bei der Gründung der Universität Bonn von Hieronymus Windischmann für einen theologischen Lehrstuhl vorgeschlagen worden. In seiner Geschichte der kath.-theologischen Fakultät zu Bonn apostrophierte ihn der Historiker Heinrich Schrörs 1921 als „einen als wissenschaftlichen Sonderling übel bekannten Vielschreiber“. Noch 1818/1820 veröffentlichte er eine zweibändige Kirchengeschichte.

## Inquisitionsfall Ferdinand Becker
Molkenbuhr war persönlich und publizistisch stark in den Fall des 1798 von Fürstbischof Franz Egon von Fürstenberg wegen Ketzerei eingekerkerten und 1799 durch Verhängung des Kirchenbanns exkommunizierten Priesters und langjährigen Domvikars von Paderborn, Ferdinand Becker (1740–1814), involviert, Opfer des letzten in Deutschland vollstreckten Urteils der Inquisition. Molkenbuhr kannte Becker seit langem und war als Lektor im Kloster Geseke in den 1760er Jahren sein Nachbar gewesen, als Becker als Pfarrer von Hörste amtierte. Während seiner Haft im Franziskanerkloster Paderborn war Molkenbuhr als damaliger Provinzial des Ordens der einzige Besucher, den Becker empfangen durfte. Seine Unterredung mit Molkenbuhr wurde von Becker heimlich in seinem Tagebuch aufgezeichnet und bestärkte ihn in seiner Befürchtung, dass ihn die kirchliche Obrigkeit in der Gefangenschaft sterben lassen wollte, ohne ihm Haft- oder Anklagegründe mitzuteilen. Nach Beckers spektakulärer Flucht aus der Klosterhaft verfasste Molkenbuhr mehrere Streitschriften, in denen er auf die deutschlandweit veröffentlichten Kampfschriften und Berichte über den Fall reagierte und das Vorgehen Franz Egons sowie die unmenschlichen Haftbedingungen im Paderborner Franziskanerkloster rechtfertigte und beschönigte. Dabei benutzte er auch die von den Paderborner Behörden beschlagnahmten Schriften Beckers, die heute großteils verloren sind und sich inhaltlich nur grob aus Molkenbuhrs Darstellungen rekonstruieren lassen.

## Veröffentlichungen (Auswahl)
- Dissertatio Scripturistico-Critica An Cephas Quem Paulus Antiochiæ Gal. 2, 11, Fuerit Simon Petrus Apostolorum Coryphæus? Unà cum Nonnullis Digressionibus In Actus Et Epistolas Apostolorum Ac Authoritatem Historicam Græcorum Clementis Alexandrini Et Eusebii Cæsariensis more scholastico discussa. Junffermann, Paderbornae 1785.
- Antwort des Paderborners auf die in der Mainzer Monatsschrift 1786 angerühmte Rechtfertigung dasiger Theologen inbetreff des Fasten- und Abstinenzgebotes. Paderborn 1786.
- Binæ Dissertationes De Cathedris Petri Romana & Antiochena Ac De Primis Petri Successeribus Una Cum Nonnullis Digressionibus Criticis In Actus Apostolorum Ac Epistolas Petri Et Pauli, Discussæ. Junffermann, Paderbornae 1788.
- Binæ Dissertationes: I. De S. Firmiliani Cæsariensis In Cappadocia Episcopi Epistola Ad S. Stephanum, Aliisque Ejus Operibus; II. De Anno, Quo Mortuus Fuerit Firmilianus Seu Paulus Samosatenus In Synodo Antiochena Fuerit Condemnatus. Aschendorf, Monasterii Westphalorum 1790.
- Dissertatio Critica Duodecima: Quod Duæ Famosæ Epistolæ Ss. Polycratis et Irenæi Adversus S. Victorem Papam In Causa Paschatis Sint Supposititiæ, Ubi De Eusebio Cæsariensi, SS. Hieronymo Et Epiphanio. Aschendorf, Monasterii Westphalorum 1793.
- Beleuchtung der freimütigen und kritischen Bemerkungen über die Pastoralvorlesung des J. M. Sailer zu Dillingen, das Verhalten der geistlichen in Rücksicht auf das Cölibatgesetz betreffend usw. Münster 1793. Digitalisat
- Das Zeitalter der Vernunft von Thomas Paine zu Paris, 1796, herausgegeben, beleuchtet und widerlegt. Paderborn 1797.
- Erste Antwort auf die vorgebliche Mönchstyrannei in Paderborn; dem Friedenskongreß in Rastatt vorgelegt. Paderborn 1799.
- Zweite Antwort auf die vorgebliche Mönchstyrannei in Paderborn. Münster und Paderborn 1801.
- Dritte Antwort auf die vorgebliche Mönchstyrannei in Paderborn. 1802.
- Wider das Buch: Leben und Schicksale des Guido Schulz, in welchem die Franziskaner, alle Mönche, die Mutter Gottes und Christus selbst sehr gelästert werden. Münster 1803.
- Wider das Buch: Gedanken eines evangelischen Christen, in welchem Graf Friedrich Leopold zu Stolberg und die ganze katholische Religion ... getadelt werden. Münster 1803.
- Neue Auslegungsart der Hl. Schrift des A. Testamentes ... widerlegt. Dorsten 1806.
- Anmerkungen über die neuen deutschen Uebersetzungen der Bibel des N. T. durch Carl und Leander van Eß, Pfarrer, auch besonders über den bestraften Cephas. Schlegel, Paderborn 1817.
- Historia religionis christianae in compendio et ordine chronico exhibita adiectis quibusdam notis criticis. 2 Bände, Paderborn 1818–1820, 2. Auflage Hertogenbosch 1831.
- Problema criticum: Sacra Scriptura Novi Testamenti in quo idiomate originaliter ab Apostolis edita fuerit? Paderborn 1821.
- Antonii Josephi Binterim Pastoris in Suburbio Dusseldorpiensi Epistola Catholica Interlinealis de Lingua originali novi Testamenti non latina. Schreiner, Düsseldorpii 1820.